# Gillespiea
Gillespiea é um género botânico pertencente à família Rubiaceae.* 
Inclui uma única espécie, Gillespiea speciosa A.C.Sm. (1936), nativa da Malásia.